# Abubakar Shekau
Abubakar Shekau ook wel Darul Akeem wa Zamunda Tawheed genoemd  (Arabisch:دار التوحيد) (geboren in het dorp Shekau bij de grens met Niger, in ofwel 1965, 1969 of 1975 - gestorven 20 mei 2021) was de leider van Boko Haram die een islamitisch kalifaat wilde stichten in Nigeria. Bij een prominent incident in april 2014 nam hij de verantwoordelijkheid voor de de ontvoering van meer dan 200 schoolmeisjes.

## Vroege leven
Er is zeer weinig bekend over zijn vroege leven. Het is zelfs onduidelijk in welk jaar hij precies geboren is. We weten dat hij geboren is in Shekau en een opleiding heeft genoten in Borno in islamitische religie. Hij sprak verschillende talen: Hausa, Fulani, Kanuri en Arabisch, maar geen Engels. Hij sloot zich aan bij Boko Haram en werkte zich op in de hiërarchie. Na de dood van de stichter,  Mohammed Yusuf, in 2009, wierp hij zich op als de nieuwe leider. Hij zou dan getrouwd zijn met een van de vrouwen van Yusuf en zijn kinderen hebben geadopteerd.

## Leider van Boko Haram
In 2010 liet Shekau via een videoboodschap weten dat hij de nieuwe leider was van Boko Haram. Hoewel hij niet hetzelfde charisma had als zijn voorganger, was hij veel ambitieuzer en radicaler. Hij verklaarde dat hij een bondgenoot was van Al Qaida en dreigde met aanslagen tegen de Verenigde Staten. In 2012 werd hij door de Verenigde Staten beschouwd als een terrorist en kwam er een beloning van 7 miljoen dollar bij een tip die zou leiden tot zijn arrestatie/dood. In 2013 verklaarde Shekau dat hij meisjes zou ontvoeren uit scholen en de beweging heeft sindsdien verschillende ontvoeringen uitgeoefend.

## Doodverklaringen
Begin jaren 2000 werd hij verschillende keren doodverklaard, maar die berichten bleken onjuist.
Verschillende pogingen werden ondernomen om Shekau uit te schakelen en de Nigeriaanse overheid heeft hem verschillende keren dood verklaard. Via videoboodschappen heeft hij dat telkens weerlegd. Shekau nam daarom ook weinig risico en communiceerde weinig rechtstreeks met andere leden van Boko Haram. Hij leefde vrij geïsoleerd en communiceerde via vaste boodschappers. Met de buitenwereld communiceerde hij vrij regelmatig via videoboodschappen en via het internet. Er werd gemeld dat Shekau "dodelijk verwond" zou zijn in Taye op 19 augustus 2016 bij een luchtaanval door de Nigeriaanse luchtmacht, waarbij ook enkele leiders van Boko Haram omgekomen zijn.
Op 21 mei 2021 verklaarde een onderzoek van de The Wall Street Journal dat Shekau stierf na het laten ontploffen van een zelfmoordvest. Dit werd officieel bevestigd door Nigeriaanse autoriteiten.